# Vëšenskaja
Vëšenskaja (in russo Вёшенская?) è un villaggio della Russia europea meridionale nell'oblast' di Rostov; è il centro amministrativo del distretto Šolochovskij.
Si trova sulla riva sinistra del Don, 300 km (in linea d'aria) a nord-est di Rostov sul Don.